# 清香的日常
《清香的日常》是上海作家潘向黎的一部散文集，是作者应长江文艺出版社约稿而推出的，2024年5月初版。作者认为，茶叶茶汤是清香的，古诗词会在细细品味时释放清香，山川也是清香的，故而题目中包含了“清香”二字。作者习惯每天以饮茶让自己醒来，上午喝绿茶，午后换成浓茶，一直喝到临睡。至于古诗词，作者认为它们有一种疗愈作用，就像饮茶一样会成为人的习惯。而旅行，有些时候是作者受邀去参加笔会、采风，一种是独自度假，而后一种常有意外惊喜。旅行成为了作者向世界打开自己的一种方式。
这本书的选文跨越了20多年，分为三辑——“茶”、“诗”和好天气，分别以饮茶、读书和旅行为主题，向读者传播了一种中式的慢生活美学。作者笔下的茶有乌龙茶、武夷茶、滇红、江南绿茶等等，还有茶与泉的组合，并由茶中引出种种趣谈和生活哲学，以及对友情、亲情和自我的解析。书中还记录了作者对李白、王维、杜甫、苏轼、岑参、辛弃疾等古典文学家的领悟。另外提到张岱、郑板桥等文人，将美食融汇于诗中，比如郑的诗句“稻蟹乘秋熟，豚蹄佐酒浑”、“江南大好秋蔬菜，紫笋红姜煮鲫鱼”，是平民风格的表现。写旅行的部分，则将目光放到“古镇、海岛、江河、文物、秋阳、民歌民谣”，沟通“空间与地域、自然与人文、历史与当下”，体现了很强的包容性。